# Brânză de burduf

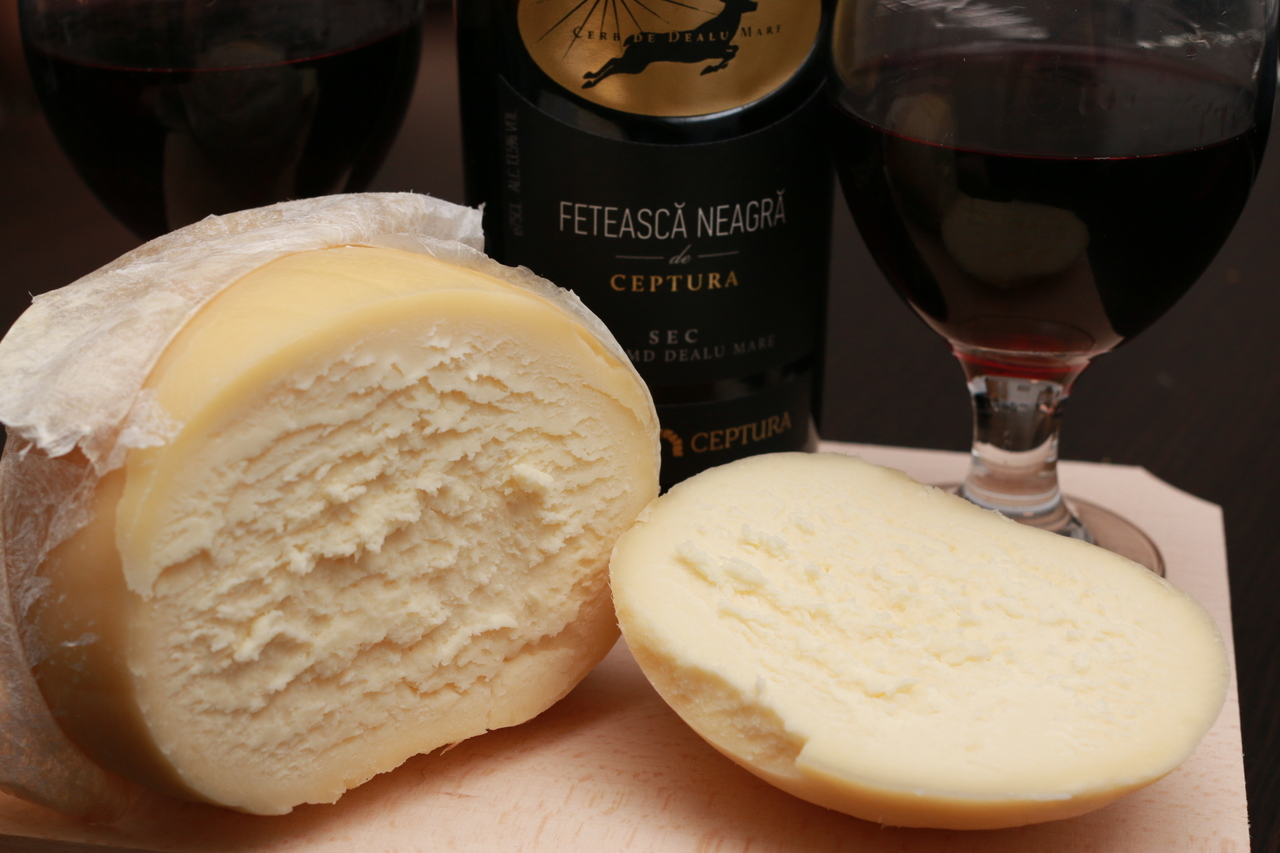
Brânză de burduf

Brânză de burduf [ˈbrɨnzə de burduf] (auch Brânză frământată) ist ein salziger rumänischer Käse, der aus Schafmilch (oder gelegentlich Büffelmilch) hergestellt wird. Er hat einen würzig-aromatischen Geschmack und eine weiche Textur.

## Herkunft
Brânză de burduf wird traditionell im Bucegi-Gebirge in Siebenbürgen hergestellt. Der Käse hat seinen Ursprung in der Gegend um die Dörfer Moieciu de Sus und Fundata.

## Geschichte des Brânză de burduf
Die Entstehung des Brânză de burduf ist eng mit der Schafzuchttradition in den Karpaten verbunden. Früher wurde die von Schafen gewonnene Milch durch Schäfer in ihren Almhütten (stână) zu Käse verarbeitet. Die Hirten stellten überwiegend Caș (Quark) her, der in Salzlake gelagert wurde. Um ihn haltbar zu machen, zerkleinerten sie den Quark, salzten ihn und pressten ihn in Zylinder aus Tannenrinde (coajă de brad) oder in Schafsmägen (burduf) bzw. Schafshäute oder -blasen. So konserviert konnte der Käse bis zum Almabtrieb im Herbst gelagert werden.

## Herstellung
Für die Herstellung von Brânză de burduf wird ungesalzener, frischer Caș in Stücke geschnitten oder gebrochen und gesalzen. Danach wird die Masse in großen Holzbottichen gemischt und entweder in gereinigte Schafsmägen, -blasen oder -häute oder in Zylinder aus Tannenrinde gepresst. Der Käse reift für zwei Wochen bis zu drei Monaten. Coajă de brad wird nur in den Monaten Mai bis Juli hergestellt, da die Rinde zu dieser Zeit am meisten Harz enthält, welche dem Käse ein besonderes Aroma verleiht. Brânză de burduf wird neben der traditionellen Herstellung häufig industriell hergestellt. Der Käse reift hierbei allerdings in einem Plastikschlauch, was zu mehr oder weniger starken Einbußen bei Aroma und Geschmack führt. Ähnliche Käsesorten findet man auch in Moldawien und der Walachei (Brânză în coajă [„Käse in Tannenschale“]; „Brânză Dorna“, „Brânză Luduș“, „Brânză Bistrița“, „Brânză Săveni“, „Brânză Botoșana“).

## Aussehen und Geschmack
Fertig gereifter Brânză de burduf hat eine kugelige Form. Industriell gefertigt wird er auch in Schlauchform verkauft. Brânză de burduf in Tannenrinde hat eine zylindrische Form mit einer Höhe von 20 bis 25 cm und einem Durchmesser von etwa 10 cm. Er hat einen kräftigen Geschmack und eine leicht cremige Konsistenz. Der Geschmack wird kräftiger mit zunehmender Reife. In Tannenrinde gelagerter Käse hat außerdem ein kräftiges und außergewöhnliches Aroma nach Wald und Harz, das kräftiger wird, je länger der Käse reift.

## Inhaltsstoffe
Brânză de burduf enthält je 100 Gramm 19 g Fett (davon gesättigte Fettsäuren: 12,3 g), 18 g Eiweiß und 2,0 g Kohlenhydrate. Der Energiegehalt beträgt 1100 kJ (= 263 kcal). Der Käse enthält vor allem Vitamin A, E und einige B-Vitamine, hier insbesondere Vitamin B1 und B3.

## Zubereitung
Dank seiner halbfesten Struktur wird Brânză de burduf gern mit Mămăligă kombiniert.